# Linden, New Jersey
Linden är en ort i Union County i delstaten New Jersey, USA.